# Jan Sierakowski z Bogusławic (zm. 1651/1653)

Herb Ogończyk

Jan Sierakowski z Bogusławic herb Ogończyk (zm. w 1651/1653 roku) – kasztelan bydgoski w 1649 roku, kasztelan santocki do 1649 roku.
Syn Marcina (1563-1613/1621), kasztelana inowłodzkiego i córki kasztelana gdańskiego Macieja Żalińskiego (zm. 1587). Poślubił córkę Andrzeja Zebrzydowskiego, kasztelana śremskiego, Mariannę Zebrzydowską herbu Radwan. Miał brata Stanisława (zm. 1662), opata komendotoryjnego świętokrzyskiego.